# William Tecumsah Avery

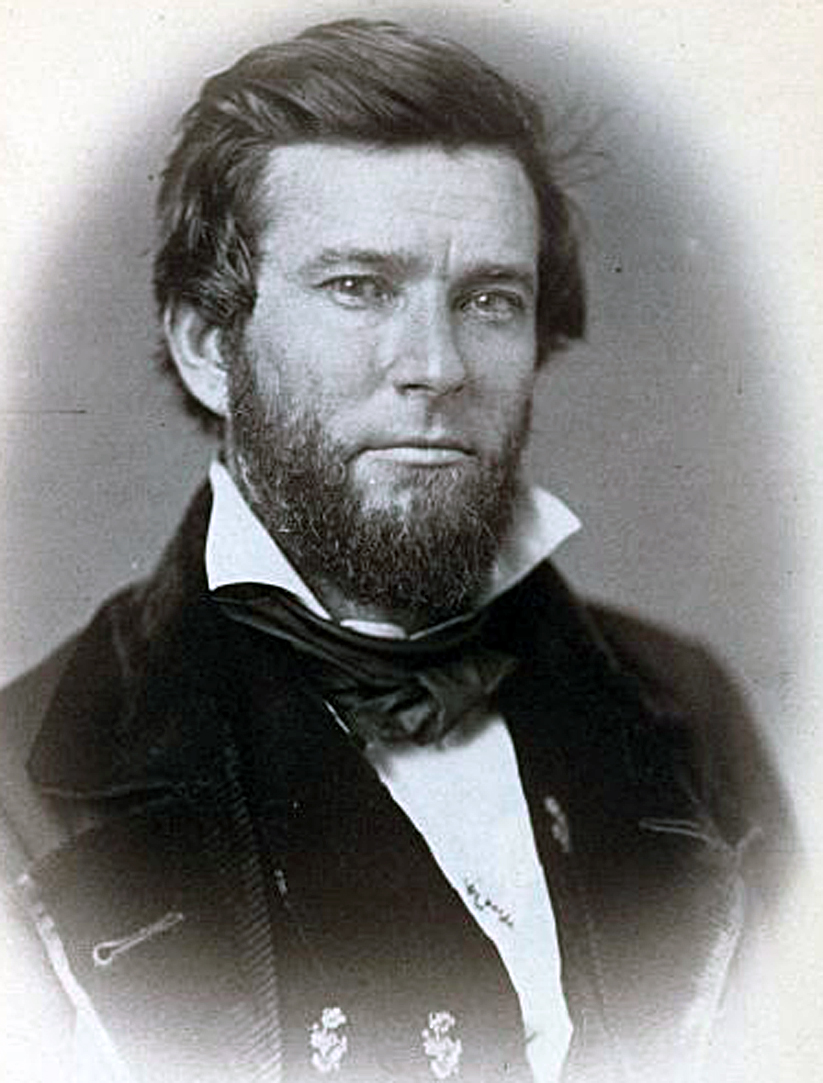
William Tecumsah Avery

William Tecumsah Avery (* 11. November 1819 im Hardeman County, Tennessee; † 22. Mai 1880 im Crittenden County, Arkansas) war ein US-amerikanischer Politiker. Zwischen 1857 und 1861 vertrat er den Bundesstaat Tennessee im US-Repräsentantenhaus.

## Werdegang
William Avery besuchte die öffentlichen Schulen seiner Heimat und das Jackson College nahe Columbia. Später zog er nach Memphis. Nach einem Jurastudium und seiner im Jahr 1840 erfolgten Zulassung als Rechtsanwalt begann er in seinem neuen Beruf zu arbeiten. Gleichzeitig schlug er als Mitglied der Demokratischen Partei eine politische Laufbahn ein. Im Jahr 1843 wurde er in das Repräsentantenhaus von Tennessee gewählt.
Bei den Kongresswahlen des Jahres 1856 wurde Avery im zehnten Wahlbezirk von Tennessee in das US-Repräsentantenhaus in Washington, D.C. gewählt, wo er am 4. März 1857 die Nachfolge von Thomas Rivers antrat. Nach einer Wiederwahl im Jahr 1858 konnte er bis zum 3. März 1861 zwei Legislaturperioden im Kongress absolvieren. Diese waren von den Ereignissen im unmittelbaren Vorfeld des Bürgerkrieges geprägt. Im Jahr 1860 verzichtete Avery auf eine erneute Kandidatur.
Während des Bürgerkrieges war der Sklavenhalter William Avery Oberstleutnant im Heer der Konföderation. Zwischen 1870 und 1874 fungierte er als Gerichtsdiener am Kriminalgericht im Shelby County. Außerdem praktizierte er in Memphis als Anwalt. Er ertrank am 22. Mai 1880 bei einem Unfall im Ten Mile Bayoo, einem Bayou in der Nähe von Memphis.